# Slave Girls, les captives de l'espace
Pour plus de détails, voir Fiche technique et Distribution.
Slave Girls, les captives de l'espace (Slave Girls from Beyond Infinity en V.O.) est un film américain réalisé par Ken Dixon, sorti en 1987.

## Synopsis
Des guerrières de l'espace tentent d'échapper à un tyran mégalomaniaque.

## Fiche technique
- Musique : Carl Dante
- Production : Don Daniel et Ken Dixon

## Distribution
- Elizabeth Kaitan : Daria
- Cindy Beal : Tisa
- Don Scribner : Zed
- Brinke Stevens : Shala
- Carl Horner : Rik
- Kirk Graves : Vak